# Neb-taui-djeser
Neb-taui-djeser (auch Neb-ta-djeser) war im Alten Ägypten erster Gott der ersten Stunde vom ersten Register im Amduat und ist bereits als Totengott im Alten Reich bezeugt.
Menschgestaltig wird Neb-taui-djeser an einem Altar mit zwei Messern stehend dargestellt. Als vierte von 20 Erscheinungsformen des Anubis erscheint er ikonografisch als Mumie mit Esels-, Hunde- oder Schakalkopf.
Neb-taui-djeser repräsentiert den fünften von 36 Göttern des 18. oberägyptischen Gaus, den elften von 19 Göttern im Buch vom Tag und zählt zu den „Göttern der Flamme“, die im südlichen Himmel herrschen. 
Zusätzlich weist Neb-taui-djeser in der ägyptischen Mythologie als 16. von 61 Gestalten des Sonnengottes Verbindungen zu Atum auf.